# Municipio de Tepehuanes
El Municipio de Tepehuanes es uno de los 39 municipios que conforman el estado mexicano de Durango, ubicado en la Sierra Madre Occidental, su cabecera es la ciudad de Santa Catarina de Tepehuanes.

## Geografía
El municipio de Tepehuanes se ubica en la zona noroeste del estado de Durango en lo profundo de la Sierra Madre Occidental, su extensión territorial es de 6,401.50 km² que representan el 5.95% del territorio del estado, es además el quinto municipio más extenso de Durango.
Sus límites son al norte con el municipio de Guanaceví, al este con el municipio de El Oro, al sur y sureste con el municipio de Santiago Papasquiaro, al suroeste con los municipios de Canelas y con el municipio de Topia y al oeste con el municipio de Tamazula; al extremo noroeste limita con el municipio de Guadalupe y Calvo del estado de Chihuahua.

### Orografía e hidrografía
La totalidad del territorio de Tepehuanes es sumamente montañoso, por estar ocupado totalmente por la Sierra Madre Occidental, sin embargo se pueden distinguir en el cuatro zonas orográficas que en forma de banda recorren el municipio en sentido noroeste-sureste y en sucesión de oeste a este, la más occidental es la región de las quebradas, constituida por el desceson de la sierra hacia las llanuras que posteriormente se encontraran en el estado de Sinaloa, la segunda es la primera sección de la sierra, siendo esta el macizo principal de la Sierra Madre Occidental, la tercera banda es una región de valles ubicada entre la segunda y la cuarta zona, siendo esta última un nuevo sector de la sierra que corre en el extremo oriente del territorio municipal. En esta última zona, el sector más oriental de la sierra, se ubica la máxima altitud del municipio, el Cerro El Oso, que alcanza 3,060 metros sobre el nivel del mar y es el sexto más elevado del estado de Durango.
La principal corriente de Tepehuanes son el río Los Lobos y el río Colorado, que se unen para formar el río Humaya que la descender a Sinaloa forma posteriormente el río Culiacán, además existen otras corrientes menores permanentes como los ríos Capulín de Barajas, Enjambres, Aguaje y El Oso, y numerosos más pequeños e intermitentes que descienden de las montañas. Hidrológicamente el municipio se encuentra en la divisora continental que está formada por la cresta del macizo principal de la Sierra Madre Occidental, la zona este de esta zona forma parte de la Región hidrológica Nazas-Aguanaval y de la Cuenca Presa Lázaro Cárdenas; la mitad occidental del municipio forma parte de la Región hidrológica Sinaloa y la Cuenca del río Culiacán.

### Clima y ecosistemas
El clima que se registra en el municipio, así como las temperaturas y precipitación, están determinadas por la altitud de la zona en que se registran, siendo la orografía el principal factor para su localización. En las dos zonas serranas principales se registra un clima clasificado como Templado subhúmedo con lluvias en verano, la zona central de valles que divide a ambas serranías principales tiene clima semifrío subhúmedo con lluvias en verano y finalmente en el sector ubicado al extremo oriente del territorio se puede encontrar clima semiseco templado; la temperatura media anual de la zona central del municipio tiene un rango de 10 a 12 °C, el territorio a ambos lados de esta zona central tiene un rango de 12 a 16 °C, y al extremo oriente se registra de 16 a 18 °C.
Todo el territorio de Tepehuanes esta completamente cubierto por bosque, variando solo en pequeñas zonas orientales en que se puede localizar matorral y en otra del extremo occidental del territorio donde en la profundidad de las barrancas se localiza selva; las principales especies vegetales son pino y encino que componen el bosque.
(La última nevada se registró el 12 de diciembre de 1997).

## Demografía
El municipio de Tepehuanes tiene una población total de 11,605 habitantes, de acuerdo con los resultados arrojados por el Conteo de Población y Vivienda de 2005 realizado por el Instituto Nacional de Estadística y Geografía, de este total de habitantes 5,660 son hombres y 5,945 son mujeres.

### Localidades
En el censo de 2020 el municipio de Tepehuanes contaba con 212 localidades.
| Código INEGI      | Localidad                    | Población (2020) |
| ----------------- | ---------------------------- | ---------------- |
| 100350001         | Santa Catarina de Tepehuanes | 5 490            |
| Otras localidades | Otras localidades            | 5 888            |
| Total municipal   | Total municipal              | 11 378           |

## Política
El gobierno municipal le corresponde al ayuntamiento que está integrado por el presidente municipal, el Síndico Municipal y el cabildo formado por siete regidores designado mediante el principio de representación proporcional, todos son electos para un periodo de tres años no reelegibles para el primero inmediato y que entrar a ejercer su cargo el día 1 de septiembre del año de su elección.

### Sudivisión administrativa
El municipio se divide en siete juntas municipales.

### Representación legislativa
Para la elección de Diputados locales al Congreso de Durango y Diputados federales a la Cámara de Diputados de México, el municipio de Tepehuanes se encuentra integrado en los siguientes distritos electorales:
Local:
- VIII Distrito Electoral Local de Durango con cabecera en El Oro.[14]

Federal:
- I Distrito Electoral Federal de Durango con cabecera en la ciudad de Durango.[15]

### Presidentes municipales
- (1992-1995): Gabriel Corrral Corral
- (1995-1998): José Cruz Galindo Lazcano
- (1998-2001): Gabriel Corral Corral
- (2001-2004): Javier Saucedo Saucedo
- (2004-2007): Miguel Hernández
- (2007-2010): Alfonso Peña Peña
- (2010-2013): José Favela Mendoza
- (2013-2016): Cesareo Alberto Álvarez Navarro
- (2016-2019): Enrique Corral
- (2019-2022): Eder Raúl Gutiérrez Díaz
- (2022-2026): Marisela Corral López

## Personajes ilustres
- Blas Corral Martínez
- Norberto Rivera Carrera. Cardenal y Arzobispo Primado de México desde 1995 a diciembre de 2017. Nació en este municipio el 6 de junio de 1942[16]